# Jorgen Sorensen
Jorgen Sorensen (16. maj 1861 — 1. septembar 1894) bio je norveški slikar i skulptor.

## Biografija
Rođen je u Kristijaniji (danas Oslo) od oca trgovca. Do dvanaeste godine nije stekao nikakvo formalno obrazovanje, da bi zatim upisao školu crtanja kod Knuda Bergslina. Njegovi prvi radovi su bili pod uticajem Kristijana Kroga.
Stvarao je u zlatno doba norveškog slikarstva zajedno sa velikim imenima kao što su Edvard Munk i Fric Taulov. S Munkom je posebno tesno sarađivao i družio se do kraja života. Munk je čak naslikao i njegov portret u periodu 1906—1908. godine.
Jedno vreme je proveo u Parizu, što je donekle podstaklo veću romantičnost njegovih dela. Slikao je pretežno pejzaže i zima mu je bila omiljeno godišnje doba, pa samim tim i motiv.
Umro je u Askimu 1894. godine. 